# Guanajuatito, Dolores Hidalgo
Guanajuatito är en ort i Mexiko.   Den ligger i kommunen Dolores Hidalgo och delstaten Guanajuato, i den centrala delen av landet, 260 km nordväst om huvudstaden Mexico City. Guanajuatito ligger 1 907 meter över havet och antalet invånare är 267.
Terrängen runt Guanajuatito är huvudsakligen platt, men åt sydost är den kuperad. Runt Guanajuatito är det ganska tätbefolkat, med 96 invånare per kvadratkilometer. Närmaste större samhälle är Dolores Hidalgo, 7,8 km nordväst om Guanajuatito. Trakten runt Guanajuatito består i huvudsak av gräsmarker.